# I kveld med Ylvis
I kveld med Ylvis (Heute Abend mit Ylvis) ist eine norwegische Talkshow mit Bård Ylvisåker und Vegard Ylvisåker in der Moderation, und Calle Hellevang-Larsen als Sidekick in den Staffeln 1, 3 und 4. In der zweiten Staffel wurde Hellevang-Larsen durch David Batra ersetzt, da er mit Raske Menn und deren Programm auf TV 2 auftraten. Magnus Devold ist auch ein fester Teil der Show und stellt neben Hellevang-Larsen einen weiteren Sidekick dar.
Die Talkshow hat mehrere feste Gags im Laufe einer Saison, wie "Dagens Spørsmål" (Die Frage des Tages), oder "Radio Taxi Oslo", die immer wieder nach demselben Schema aufgebaut in die Talkshow integriert werden.

## Produktion
Die erste Staffel von I kveld med Ylvis wurde von Funkenhauser Productions produziert. Im Jahr 2012 gründeten die Ylvis-Brüder mit Concorde TV ihre eigene Firma mit der die drei folgenden Staffeln produziert wurden. I kveld med Ylvis spielte in den ersten drei Staffeln im Riksscenen in Oslo, einem Theater mit Live-Publikum. Im Herbst 2014 wechselten sie für die 4. Staffel in das Volkstheater in Oslo um den Ticketnachfragen im In- und Ausland nachzukommen. Zum ersten Mal wurde die Show zur 4. Staffel Live ausgestrahlt und ebenfalls zum ersten Mal auch außerhalb Norwegens gezeigt, auf dem schwedischen Kanal 9.

## Einschaltquoten
In der Premierensendung der ersten Staffel erreichte IKMY eine Zuschauerzahl von 458.000, während die zweite Staffel nur 341.000 Zuschauer die Premierensendung ansahen. Am 10. September 2013 erreichte IKMY eine Rekordeinschaltquote zur Premiere der 3. Staffel mit 534.000 Zuschauern, unter anderem wegen der für die Staffel komponierten Song "The fox" von den Ylvisåker Brüdern, der national und international sehr bekannt wurde.
I kveld med Ylvis bekam den norwegischen Comedypreis 2012 in der Kategorie Beste Vorstellung – TV/Film.

## Liste über die Sendungen

### Staffel 1
| Sendung | Datum      | Gäste                                       |
| ------- | ---------- | ------------------------------------------- |
| 1       | 19.09.2011 | Thomas Giertsen und Anna Anka               |
| 2       | 21.09.2011 | Linn Skåber und Thomas Seltzer              |
| 3       | 26.09.2011 | Sigrid Bonde Tusvik und Jaysuma Saidy Ndure |
| 4       | 28.09.2011 | Atle Antonsen und Katzenjammer              |
| 5       | 03.10.2011 | Kristoffer Joner und Jonas Gardell          |
| 6       | 05.10.2011 | Madcon und Joe Labero                       |
| 7       | 10.10.2011 | Tone Damli und Aleksander Schau             |
| 8       | 12.10.2011 | Hege Schøyen und Jo Røislien                |
| 9       | 17.10.2011 | Fabian Stang und Christina Vukicevic        |
| 10      | 19.10.2011 | Terje Sporsem und Jan Gunnar Røise          |
| 11      | 24.10.2011 | Sondre Lerche und Else Kåss Furuseth        |
| 12      | 26.10.2011 | Erlend Loe und Gabrielle Leithaug           |
| 13      | 31.10.2011 | Bare Egil und Live Nelvik                   |
| 14      | 02.11.2011 | Davy Wathne und Maya Vik                    |
| 15      | 07.11.2011 | Maria Mena und Knut Jørgen Røed Ødegaard    |
| 16      | 09.11.2011 | Hans Olav Brenner und Jenny Skavlan         |
| 17      | 14.11.2011 | Kristoffer Schau und Kristin Halvorsen      |
| 18      | 16.11.2011 | Kurt Nilsen und Mariann Thomassen           |

### Staffel 2
| Sendung | Datum      | Gäste                                                                       | Anmerkung         |
| ------- | ---------- | --------------------------------------------------------------------------- | ----------------- |
| 1       | 12.09.2012 | Steinar Sagen, Tore Sagen, Bjarte Tjøstheim und Viktoria Winge              | 341.000 Zuschauer |
| 2       | 16.09.2012 | Espen Eckbo und LidoLido                                                    |                   |
| 3       | 19.09.2012 | Lillian Müller und The Pajama Men                                           |                   |
| 4       | 23.09.2012 | Zahid Ali, Mudasser Kahn und Andreas Wahl                                   |                   |
| 5       | 26.09.2012 | Erik Solbakken und Ingrid Bolsø Berdal                                      |                   |
| 6       | 30.09.2012 | Anders Baasmo Christiansen und Ezinne Okparaebo                             |                   |
| 7       | 03.10.2012 | John Brungot, Magnus Eliassen und Erik Eliassen                             |                   |
| 8       | 07.10.2012 | Alex Rosén und Alexandra Joner                                              |                   |
| 9       | 10.10.2012 | Karpe Diem und Josephine Bornebusch                                         |                   |
| 10      | 14.10.2012 | Cecilia Brækhus und Kåre Magnus Bergh                                       |                   |
| 11      | 17.10.2012 | Pia Tjelta und Aslak Nore                                                   |                   |
| 12      | 21.10.2012 | Petter Schjerven und Leo Ajkic                                              |                   |
| 13      | 24.10.2012 | Jon Øigarden und Are Sende Osen                                             |                   |
| 14      | 28.10.2012 | Marte Stokstad und Kriss Kaspersen                                          |                   |
| 15      | 31.10.2012 | Eyvind Hellstrøm und Admiral P                                              |                   |
| 16      | 04.11.2012 | Harald Eia, Bård Tufte Johansen und Åse Kleveland                           |                   |
| 17      | 07.11.2012 | Trond-Viggo Torgersen und Agnes Kittelsen                                   |                   |
| 18      | 11.11.2012 | Bernt G. Apeland, Didrik Solli-Tangen, Charlotte Thorstvedt und Jan Egeland | UNICEF-Spezial    |
| 19      | 14.11.2012 | Dagfinn Lyngbø und Anne Lindmo                                              |                   |

### Staffel 3
| Sendung | Datum      | Gäste                                                                                             | Anmerkung                     |
| ------- | ---------- | ------------------------------------------------------------------------------------------------- | ----------------------------- |
| 1       | 10.09.2013 | Pernille Sørensen, Bas Lansdorp und Alfred Sandvig                                                | Rekord mit 534.000 Zuschauern |
| 2       | 12.09.2013 | Henriette Steenstrup und Roger Antonsen                                                           |                               |
| 3       | 17.09.2013 | Tommy Steine und Sandra Lyng Haugen                                                               |                               |
| 4       | 19.09.2013 | Einar Tørnquist und Petter Bøckman                                                                |                               |
| 5       | 24.09.2013 | Ingrid Olava und Kristian Valen                                                                   |                               |
| 6       | 26.09.2013 | Christian Ringnes und Harald Eia                                                                  |                               |
| 7       | 01.10.2013 | Per Kristian Thorsland, Per Heimly, Ari Behn und Mariann Hole                                     |                               |
| 8       | 03.10.2013 | Little Steven, Ronny Brede Aase und Live Nelvik                                                   |                               |
| 9       | 08.10.2013 | Solveig Kloppen, Steinar Ofsdal, Rune Nilson und Per Olav Alvestad                                |                               |
| 10      | 10.10.2013 | Lars Vaular und Charter-Svein                                                                     |                               |
| 11      | 15.10.2013 | Hasse Hope, Erik Solbakken und Truls Heggero                                                      |                               |
| 12      | 17.10.2013 | Knut Nærum und Ellen Blinkenberg                                                                  |                               |
| 13      | 22.10.2013 | Thomas Dybdahl und Siri Kristiansen                                                               |                               |
| 14      | 24.10.2013 | Maria Mena und Bertolt Meyer                                                                      |                               |
| 15      | 29.10.2013 | Atle Antonsen, Johan Golden und Selda Ekiz                                                        |                               |
| 16      | 31.10.2013 | Dag O. Hessen und Bård Tufte Johansen                                                             |                               |
| 17      | 05.11.2013 | Odd Nordstoga und Ole André Sivertsen                                                             |                               |
| 18      | 07.11.2013 | Ane Dahl Torp und Bjørn Eidsvåg                                                                   |                               |
| 19      | 12.11.2013 | Bernt G. Apeland, Hege-Anette Havik, Anne Havik Henriksen, Petter Schjerven und Jens Stoltenberg. | UNICEF-Spezial                |
| 20      | 14.11.2013 | keine Gäste                                                                                       | Best-of-Sendung               |
| 21      | 19.11.2013 | keine Gäste                                                                                       | Best-of-Sendung               |

### Staffel 4
| Sendung | Datum      | Gäste                                                                                         | Anmerkung         |
| ------- | ---------- | --------------------------------------------------------------------------------------------- | ----------------- |
| 1       | 16.09.2014 | Erna Solberg                                                                                  | 432.000 Zuschauer |
| 2       | 23.09.2014 | Morten Ramm                                                                                   | 403.000 Zuschauer |
| 3       | 30.09.2014 | Marion Ravn. Elvis Costello als Kapellmeister                                                 |                   |
| 4       | 07.10.2014 | Jakob Oftebro                                                                                 |                   |
| 5       | 14.10.2014 | Ingrid Gjessing Linhave und Simen Agdestein.                                                  |                   |
| 6       | 21.10.2014 | Fredrik Skavlan und sein Hund Bruno                                                           |                   |
| 7       | 28.10.2014 | Erik Thorstvedt und Svein Østvik («Charter-Svein»)                                            |                   |
| 8       | 04.11.2014 | Steinar Sagen                                                                                 |                   |
| 9       | 11.11.2014 | Einar Tørnquist                                                                               |                   |
| 10      | 18.11.2014 | Thomas Numme, Harald Rønneberg und Kygo                                                       |                   |
| 11      | 25.11.2014 | Bernt G. Apeland, Cecilie Skog, Magnus Skredderberget, Bjørn Skredderberget und Jarle Andhøy. | UNICEF-Spezial    |